# Kylie Jenner
Kylie Kristen Jenner (født 10. august 1997) er en amerikansk realitystjerne, forretningskvinde og internetstjerne. Hun er kendt for at være med i det populære realityshow Keeping Up with the Kardashians sammen med sin familie.
I 2013 udgav Kylie en eksklusiv kollektion under PacSun, designet sammen med sin søster, Kendall Jenner. Kylie og Kendall er begge modeller.
I 2016 lancerede hun sit eget makeupmærke ved navn Kylie Cosmetics.
Kylie Jenner har senere fået sin egen tv-serie, Life of Kylie, der handler om hendes liv, venner og om hvad hun laver, serien blev send i en sæson.
Hun blev i marts 2019 udnævnt til at være den yngste kvindelige milliardær i verden af Forbes Magazine.
Kylie Jenner har mere end 200 millioner følgere på Instagram (2020).

## Tidlige liv
Kylie Jenner er født i Calabasas i Californien. Hun er datter af tidligere OL-atlet Caitlyn Jenner og Kris Jenner (født Houghton, tidligere Kardashian). Hun har en søster Kendall Jenner samt halvbrødrene Burt Jenner, Brandon Jenner, Brody Jenner og Rob Kardashian og halvsøstrene Casey Jenner, Kourtney Kardashian, Kim Kardashian og Khloe Kardashian. 
Kylie Jenner gik indtil september 2012 på privatskolen Sierra Canyon School, hvor hun var cheerleader. Derefter fik hun hjemmeundervisning.

## Privat
Hun har været i et forhold med rapperen Tyga, fra 2016 til 2017.
Kylie Jenner har været meget i pressens og mediernes fokus, især de sidste par år, blandt andet med læberne, som nogle mener er blevet forstørret ved hjælp af plastikkirurgi. Hendes forhold til Tyga har også holdt hende en del i rampelyset.
Den unge mediepersonlighed fik 1. februar 2018 sit første barn med rapperen Travis Scott. Gennem graviditeten valgte Jenner at holde sig ude af rampelyset, indtil hun 4. februar offentliggjorde, at hun havde født. Hun fik en datter, hvis navn er Stormi Webster.
Jenner fødte en søn 2. februar 2022.